# Thierry Salmon
Thierry Salmon (Bruxelles, 27 marzo 1957 – Strasburgo, 15 giugno 1998) è stato un regista teatrale belga.
Diplomatosi in arte drammatica al conservatorio di Bruxelles, nel 1979 fonda con altri la compagnia l'Ymagier Singulier. Dopo una breve carriera di attore, passa presto alla regia. I suoi lavori, specialmente i più recenti, sono caratterizzati dalla molteplicità di linguaggi utilizzati, sia sul piano dei linguaggi scenici che su quello delle lingue utilizzate dagli interpreti, spesso essi stessi di diverse nazionalità.
A lui è stata intitolata, nel triennio 2004 - 2006, l'École des Maîtres fondata da Franco Quadri.

## Teatro
- Orphée, 1978
- Rimbaud 1871-1873, 1979
- L'oiseau bleu, 1980
- Instar, 1980
- Le Moine di Matthew Gregory Lewis nell'adattamento di Antonin Artaud,  1981
- Fastes/Foules, tratto da Rougon-Macquart di Zola, 1983
- Passaggio, ispirato a La diga sul Pacifico di Marguerite Duras, 1985
- A. da Agatha (Premio Ubu per la miglior regia), 1985
- Premesse alle Troiane, ispirato a Cassandra di Christa Wolf, 1986
- La signorina Else, da Schnitzler, 1987
- Projet Troyennes:
  - La casa di Priamo, 1988
  - Der schild des Hector, 1988
  - Le tombeau d'Achille, 1988
  - Les Troyennes (Premio Ubu come miglior spettacolo, miglior musica e migliore scenografia), 1988
- La passion de Gilles di Pierre Mertens, 1990
- Projet Dostoevskij, da I demoni di Fëdor Dostoevskij:
  - Tre studi per i demoni, 1991
  - Quadrille, 1991
  - Des Passions, 1992
- Madame Marguerite, 1994
- Faustae Tabulae 1995
- Projet Thémiscyre, dalla Pentesilea di Heinrich von Kleist:
  - L'assalto al cielo, 1996
  - Thémiscyre 2 - Come vittime infiorite al macello, 1997
  - Thémiscyre 3 – Le vostre madri sono state più solerti, 1997

## Premi e riconoscimenti
Premio Ubu - 1985/1986
Miglior regista per A. da Agatha di Marguerite Duras